# 王保存
王保存（1957年9月—），男，河南新密人，中华人民共和国政治人物。开封地区师范学校（现并入河南大学）大专班语文科毕业，河南大学经济专业在职研究生学历，经济学硕士学位。

## 生平
1985年加入中国共产党。历任河南省人事厅副主任科员、主任科员、副处长、处长；中共鹤壁市委常委、组织部部长；河南省人事厅副厅长；商丘市委副书记、代市长、市长、市委书记等职。2008年起担任全国人大代表。2011年4月调任中共河南省委组织部常务副部长。
2013年1月，当选河南省人大常委会副主任。2016年10月，兼任河南省总工会主席。2018年2月24日，当选为第十三届全国人大代表。2018年10月25日，中华全国总工会第十七届执行委员会召开第一次全体会议，选举全总十七届执委会主席、副主席和主席团委员，他当选为全总主席团委员。2021年1月，因年龄到期辞去河南省人大常委会副主任职务。